# Hundslohe (Unterschneidheim)
Hundslohe ist ein Teilort von Walxheim, einem Ortsteil der Gemeinde Unterschneidheim. Der Ort liegt nur wenige hundert Meter östlich von Walxheim.

## Geschichte
Der Ort wurde 1347 als Huntzloch erwähnt, als er ein öttingisches Lehen der Schenken von Stein war.